# 多伯河 (克雷姆尼茨河支流)
50°21′7.26″N 11°23′5.44″E / 50.3520167°N 11.3848444°E

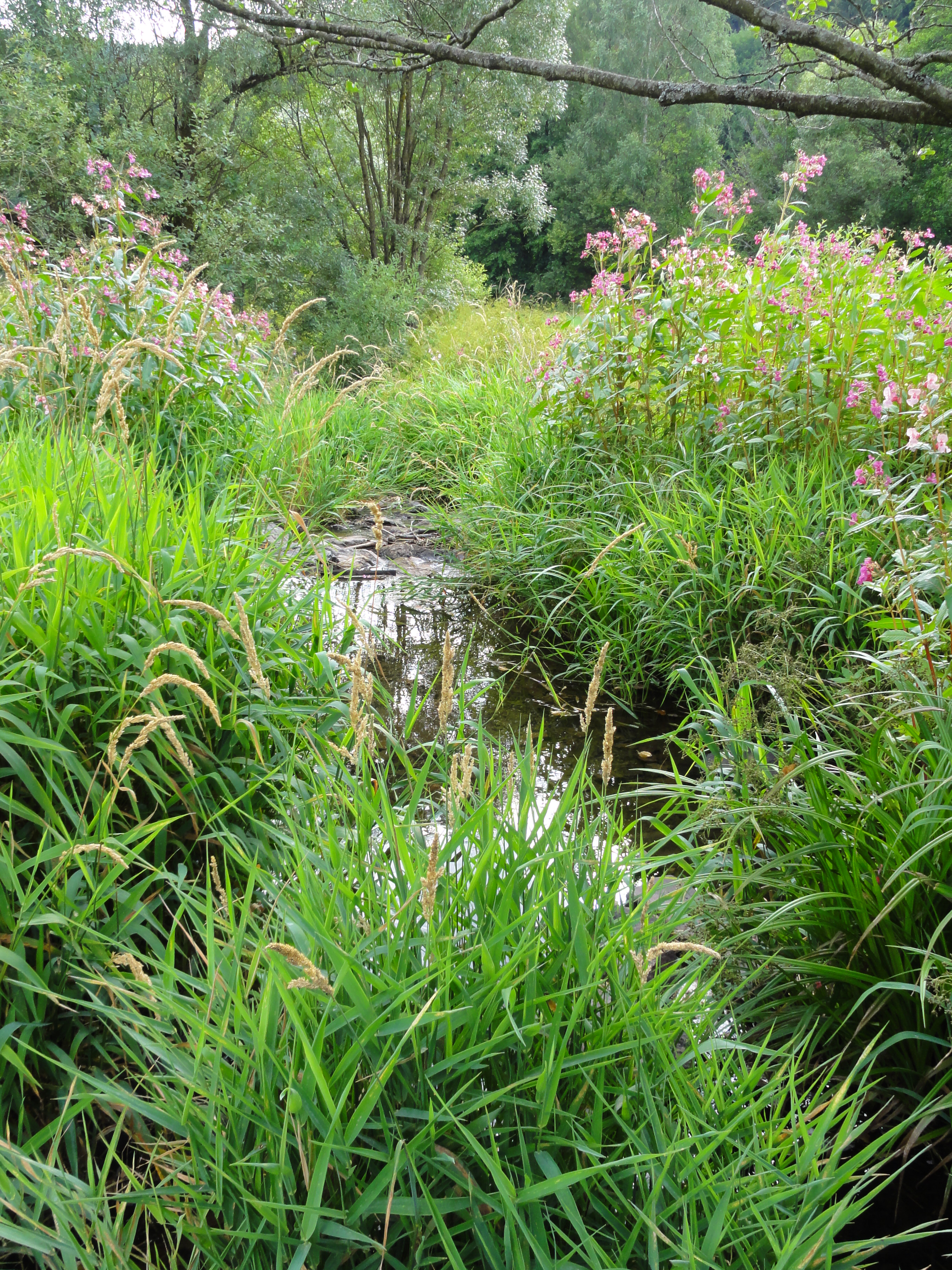

多伯河（德語：Dober），是德國的河流，位於該國東南部，由巴伐利亞負責管轄，屬於克雷姆尼茨河的左支流，河道全長11.8公里，河口處在威廉斯塔爾西北面。